# Diego Rosmini
Diego Rosmini (Reggio Calabria, 16 luglio 1927 – Secondigliano, 11 marzo 2002) è stato un mafioso italiano. Anche conosciuto come Il Direttore, è stato il capobastone dei Rosmini.

## Biografia

### Seconda guerra di 'ndrangheta
Il clan dei Rosmini è stato impegnato in una sanguinosa guerra, durata dal 1985 fino al 1991 che vedeva scontrarsi due fazioni opposte, il conflitto è terminato senza vincitori.

### Arresto, carcere e morte
Rosmini è stato arrestato il 4 dicembre 1990 e ha ricevuto una condanna all'ergastolo e una condanna aggiuntiva di 15 anni per omicidio e associazione mafiosa. Nel 1998 ha ricevuto l'ergastolo per aver ordinato l'omicidio nel 1989 del politico democristiano Lodovico Ligato, ex capo delle Ferrovie dello Stato italiane. Ligato aveva chiesto una tangente del 10 percento su contratti pubblici, mettendo a rischio gli accordi già raggiunti tra un cosiddetto "comitato d'affari" di politici locali e gruppi della 'Ndrangheta. Nel marzo 2001 ha ricevuto un'altra condanna all'ergastolo. La leadership del clan dopo il suo arresto è stata presa dal nipote Diego. Rosmini morirà l’11 marzo 2002 per malattia cardiovascolare e respiratoria nel centro clinico di Secondigliano.
Il nipote Diego Rosmini junior denominato anche Dieguccio ricarica ha presole redini della zona residenziale di Reggio Calabria denominata San Giorgio Extra dove all'interno di questa ha coltivato gran parte delle sue azioni criminali.
Una delle ultime operazioni che lo vedono protagonista è cemetery boss effettuata dalla DDA di Reggio Calabria.
Dalle carte dell'inchiesta "Cemetery boss" emergono i ruoli dentro le cosche e il loro rapporto con il dirigente dei servizi cimiteriali Manglaviti: finito ai domiciliari.
Intercettazioni telefoniche, pedinamenti, riscontri documentali e le dichiarazioni di tre collaboratori di giustizia hanno permesso, agli investigatori della Squadra mobile di Reggio Calabria, di aprire la scatola degli interessi economico/criminali delle cosche Rosmini e Zindato. Due delle famiglie storiche della ‘ndrangheta reggina che, fra le altre cose, hanno preso parte attiva alla seconda guerre di mafia che ha insanguinato Reggio Calabria fra il 1985 e il 1991, che estendono il proprio potere criminale sui quartieri Modena, Ciccarello e San Giorgio Extra.

## Primi passi dopo alcune estorsioni
L’attività di indagine - svolta dalla sezione “Reati contro il Patrimonio” della Squadra Mobile, sotto le direttive dei Sostituti Procuratori della Direzione distrettuale antimafia Stefano Musolino e Sara Amerio, e compendiata nell’inchiesta “Cemetery boss”, ha preso le mosse a seguito della recrudescenza di episodi delittuosi di natura estorsiva verificatisi nella zona sud di Reggio Calabria.

## La figura di Francesco Giordano
Nello specifico, l’attività investigativa ha messo in luce il ruolo apicale ricoperto, in seno alla consorteria Rosmini, "dal carismatico Francesco Giordano, referente imprenditoriale della cosca tanto per tutti i lavori edili da realizzarsi sul territorio di influenza e in particolare per quelli da eseguirsi nell'ambito del plesso cimiteriale di Modena". Egli è ritenuto infatti il vertice dei Rosmini nel quartiere Modena. Rilevano in merito le dichiarazioni del collaboratore di giustizia Giuseppe Stefano Tito Liuzzo, soggetto di indubbio spessore criminale (in quanto già appartenente al sodalizio dei Rosmini) il quale riferiva sull’ascesa criminale di Francesco Giordano - che Giuseppe Angelone (altro storico affliato) aveva presentato alla cosca - fino ad assumere il ruolo di referente della consorteria nel quartiere di Modena.

## Le dichiarazioni di Greve
Anche il collaboratore di giustizia Federico Greve avrebbe indicato Francesco Giordano come "uomo di fiducia di Diego Rosmini detto “il nano o ricarica”, il quale lo battezzò presso il proprio domicilio prima del 1991 e attualmente, con il grado della santa, è il capo locale di Modena, nonché dominus indiscusso dei lavori al cimitero. In merito alla posizione di Francesco Giordano, medesime argomentazioni provengono dal collaboratore di giustizia Enrico De Rosa il quale lo ha indicato come esponente della cosca Serraino nel quartiere di Modena".

## Il punto di riferimento
Nel corso dell’indagine sarebbe emerso che tutti hanno come punto di riferimento per quel territorio Francesco Giordano. "Ed invero, le dichiarazioni dei collaboratori sulla centralità della figura di Francesco Giordano trovavano riscontro nelle risultanze dell’attività investigativa in quanto era proprio al Giordano che Filippo Chirico ed il suo braccio destro Gaetano Tomaselli - esponenti di vertice (il primo) della cosca Libri - si rivolgevano per occupare un'immobile da consegnare alla compagna del Chirico. Il ruolo di Francesco Giordano, in altri termini, è da ritenersi paritetico al ruolo del Chirico in seno alla consorteria mafiosa di appartenenza (Libri). Inoltre due emissari di Maurizio Cortese, storico affiliato alla cosca Serraino, cosca quest'ultima federata ai Rosmini, chiedevano a Francesco Giordano di intervenire presso i componenti la comunità rom per ottenere la restituzione di un motorino rubato".

## Le imprese edili di comodo
Giuseppe Angelone, storico e carismatico affiliato alla cosca Rosmini, per gli uomini di Francesco Rattà "collaborava con le imprese edili di comodo e nella totale disponibilità dei Rosmini al pari degli altri sodali; egli era punto di riferimento per l'esecuzione dei lavori edili all'interno del cimitero del quartiere Modena, ove la cosca era egemone grazie alla collaborazione del pubblico funzionario Carmelo Manglaviti".

## Il "poliedrico" Peppe Crisalli
Durante l’attività investigativa si sarebbe riscontrata, anche, la presenza constante - a fianco del cognato Francesco Giordano - di Salvatore Claudio, inteso “Peppe” Crisalli, "figura poliedrica nell’ambito dell’associazione mafiosa e legato allo stesso da un legame di natura criminale". Crisalli, per i magistrati, avrebbe dato prova di essere capace di muoversi sul territorio di Modena e di interfacciarsi con gli esponenti della comunità rom per la restituzione delle autovetture rubate. "Si è, infatti, accertato come questi, in ragione della sua appartenenza alla locale criminalità organizzata al pari di Massimo Costante, sia stato più volte chiamato in causa da amici o parenti che avevano subito il furto di un'autovettura nel territorio appannaggio della cosca Rosmini. Crisalli era il factotum di Giordano. Era lui che veniva costantemente chiamato dal cognato per i lavori edili di ogni tipo o per incontrare i clienti presso il cimitero di Modena e si metteva a completa disposizione del capo società. In altri termini Salvatore Claudio Crisalli era il terminale ultimo delle direttive di Francesco Giordano". Il collaboratore di giustizia Liuzzo lo indica come storico appartenente alla cosca Rosmini che aveva fatto la gavetta criminale sin dai tempi in cui militava anche Diego Rosmini classe 1959.

## Il collaboratore Liuzzo
In merito alla posizione di Massimo Costante vanno, innanzitutto, richiamate le dichiarazioni accusatorie del collaboratore di giustizia Liuzzo che lo indica come affiliato alla cosca Rosmini, particolarmente vicino al capo società Giordano ed in grado di operare per conto della cosca in diversi settori: edilizio, commerciale, nel recupero di autovetture trafugate, ecc. Massimo Costante espleterebbe la funzione di autista di Francesco Giordano occupandosi, altresì, della tutela dello stesso.

## Natale Crisalli e i Pesce
Tra gli indagati rileva anche la figura di Natale Crisalli il quale, da quanto emerso dalle investigazioni, in forza della parentela con il fratello Salvatore Claudio, inteso “Peppe” Crisalli e con il più carismatico Francesco Giordano, sarebbe un punto di riferimento della cosca Rosmini tanto da essere contattato da un esponente della cosca Pesce di Rosarno per cercare un posto di lavoro per due ragazze. "Immediata - scrivono gli inquirenti -la messa a disposizione dell'appartenente ai Rosmni che mandava una “imbasciata” e nel giro di pochissimo tempo combinava un appuntamento di lavoro e si impegnava, infine, per garantire vitto ed alloggio, nel pieno rispetto delle logiche di 'ndrangheta e nel buon nome della comune militanza nei circuiti unitari della criminalita organizzata. Nell'alveo del sodalizio godeva di prestigio criminale in ragione della sua vicinanza a Giordano ed al fratello, come poteva cogliersi nel corso di una conversazione in cui lo stesso dava atto di vantare un credito nei confronti del genero del boss Giovanni Tegano, Edmondo Eddy Branca, e di non avere timore della pesante parentela".

## La figura di Roberto Puleo
Roberto Puleo (parente di Francesco Giordano), associato di lungo corso, sarebbe stato disponibile a curare la latitanza di affiliati, provvedeva alle necessita economiche lei congiunti di Natale Paolo Alampi, esponente di vertice della consorteria Rosmini detenuto.

## Nicola Alampi e il ruolo apicale
Nicola Alampi, che sarebbe appartenente alla cosca (fratello del più noto Natale Paolo Alampi, esponente di vertice della consorteria Rosmini, di cui ha ereditato il ruolo) per chi ha condotto le indagini avrebbe svolto compiti organizzativi partecipando alle decisioni inerenti la vita dell'associazione ed impartendo le direttive agli associati. Il collaboratore di giustizia Liuzzo lo indica come storico affiliato alla cosca Rosmini che aveva fatto la gavetta criminale sin dai tempi in cui militava anche Diego Rosmini classe 1959, sempre attivo nei settori criminali di interesse dalla cosca.

## Missineo, Richichi e lo spaccio
Demetrio Missineo e Rocco Richichi per i magistrati della Dda sarebbero a disposizione della cosca Zindato. In particolare, Missineo su incarico di Francesco, detto “Checco”, Zindato si occupava dello spaccio di sostanze stupefacenti del tipo cocaina, deteneva armi da sparo e provvedeva alla risoluzione in stile mafioso delle controversie che coinvolgevano i sodali ed i terzi. Richichi era deputato all’attività di spaccio, assieme a Missineo e a Fabio Franco Quirino (ucciso il marzo 2014 nel Rione Modena). La loro capacità di agire anche con metodologia violenta, tipica dell'associazione cui appartengono, è un dato che non proviene solo dalle dichiarazioni del collaboratore De Rosa, ma anche dagli esiti delle captazioni compendiate nella presente indagine come ad esempio quando Richichi riferiva a Massimo Costante che avrebbe voluto bruciare il bar di Natale Crisalli.

## Il rapporto con il dirigente comunale
A lato della ricostruzione associativa, per gli uomini della Squadra mobile spicca la figura di un pubblico ufficiale, Carmelo Manglaviti, Dirigente responsabile del servizio cimiteriale del Comune di Reggio Calabria che - pur senza essere affiliato - avrebbe prestato un costante ed effettivo contributo al perseguimento degli scopi illeciti dell’associazione mafiosa, assurgendo ad uomo chiave nello scacchiere criminale dei Rosmini. "Lo stesso vantava un rapporto particolareggiato, esclusivo e confidenziale con il referente imprenditoriale della cosca Francesco Giordano e gli altri sodali Salvatore Claudio, inteso “Peppe” , Crisalli e Massimo Costante. Manglaviti, in più occasioni, contattava telefonicamente Francesco Giordano e Salvatore Claudio, inteso “Peppe”, Crisalli pianificando con gli stessi incontri de visu e gli stessi dipendenti di Manglaviti fungevano da segretari del duo Crisalli-Giordano. Acconsentiva che gli appartenenti alla cosca Rosmini, senza essere titolari di alcuna ditta, operassero indisturbati nella realizzazione di ogni lavoro edile all'interno del cimitero di Modena".

## Il monopolio sul cimitero di Modena
Il collaboratore di Giustizia Liuzzo, per gli inquirenti, ha riassunto in maniera plastica i rapporti economico-criminali tra il prevenuto ed i Rosmini riferendo che, al cimitero di Modena, il monopolio assoluto sui lavori (tumulazioni, estumulazioni, edificazione e ristrutturazione di cappelle funerarie) era in mano a Francesco Giordano e Giuseppe Angelone e che tante ditte avevano tentato di “entrare” nei lavori in quel cimitero, ma difficilmente erano riuscite nel loro intento.

## La sede di Giordano negli uffici del cimitero
Dall’attività tecnica degli investigatori sarebbe emerso che nei locali dell'ufficio comunale, all'interno del cimitero, era di fatto ubicata la sede amministrativa di Giordano e Crisalli dove, in diverse occasioni, i due ricevevano clienti, stipulavano accordi, formalizzavano vendite con i privati cittadini che richiedevano interventi edili all'intemo del cimitero. Il contributo che forniva il Manglaviti alla cosca era indispensabile per imporre il monopolio dei lavori edili in favore di Giordano (e dei suoi sodali), contribuendo alla conservazione ed al rafforzamento dell’associazione, consapevole che senza il suo apporto i Rosmini non avrebbero mai potuto lavorare all'interno del cimitero. Il funzionario comunale, cosi facendo, aveva consegnato agli uomini dei Rosmini l’intero plesso cimiteriale, mettendo a disposizione del sodalizio i suoi sottoposti e la sede degli uffici comunali.

## Le fittizie attribuzioni
L’inchiesta ha dimostrato anche come alcuni soggetti, in ragione della loro appartenenza alle cosche Rosmini e Zindato e della consapevolezza di potere essere destinatari di provvedimenti di custodia cautelare o di misure di prevenzione personale e patrimoniale, consapevolmente abbiano posto in essere un’accurata attività di fittizia attribuzione della titolarità di attività imprenditoriali al fine di eludere i controlli delle forze dell’ordine e le disposizioni di legge in tema di misure di prevenzione.

## I sequestri
Ed invero, su richiesta della Direzione distrettuale antimafia, il Gip presso il Tribunale di Reggio Calabria ha disposto il sequestro preventivo delle seguenti imprese (nelle more divenute non operative) che è stato notificato dalla Squadra Mobile contestualmente agli arresti: Impresa individuale Rosaria Nicolò sedente a Reggio Calabria, intestata a Rosaria Nicolò,  avente ad oggetto la gestione della impresa di pulizie denominata “Starbrill” e quella dell’esercizio commerciale denominato “Valery Bar” sedente a Reggio Calabria e impresa individuale “Sette Veli di Mirella Patrizia Crisalli”, sedente a Reggio Calabria, di fatto di proprietà di Natale Crisalli.
--
Tre collaboratori di giustizia raccontano la crescita criminale dei Rosmini e degli Zindato
https://www.reggiotoday.it/cronaca/ndrangheta-collaboratori-giustizia-arresti-cosche-zindato-rosmini-.html
© ReggioToday